# Маніла (Каліфорнія)
Маніла (англ. Manila) — переписна місцевість (CDP) в США, в окрузі Гумбольдт штату Каліфорнія. Населення — 798 осіб (2020).

## Географія
Маніла розташована за координатами 40°51′3″ пн. ш. 124°9′47″ зх. д. / 40.85083° пн. ш. 124.16306° зх. д. (40.850897, -124.163193).  За даними Бюро перепису населення США в 2010 році переписна місцевість мала площу 1,82 км², з яких 1,69 км² — суходіл та 0,13 км² — водойми.

## Демографія
Згідно з переписом 2010 року, у переписній місцевості мешкали 784 особи в 368 домогосподарствах у складі 159 родин. Густота населення становила 430 осіб/км².  Було 411 помешкання (225/км²).
Расовий склад населення:
| - 87,5 % — білих - 3,2 % — корінних американців - 1,8 % — чорних або афроамериканців - 0,6 % — азіатів - 1,5 % — осіб інших рас |

До двох чи більше рас належало 5,4 %. Частка іспаномовних становила 3,8 % від усіх жителів.
За віковим діапазоном населення розподілялося таким чином: 19,4 % — особи молодші 18 років, 72,1 % — особи у віці 18—64 років, 8,5 % — особи у віці 65 років та старші. Медіана віку мешканця становила 38,1 року. На 100 осіб жіночої статі у переписній місцевості припадало 117,2 чоловіків;  на 100 жінок у віці від 18 років та старших — 122,5 чоловіків також старших 18 років.
За межею бідності перебувало 14,5 % осіб, у тому числі 13,8 % дітей у віці до 18 років та 7,1 % осіб у віці 65 років та старших.
Цивільне працевлаштоване населення становило 359 осіб. Основні галузі зайнятості: освіта, охорона здоров'я та соціальна допомога — 24,0 %, науковці, спеціалісти, менеджери — 16,4 %, публічна адміністрація — 15,3 %.